# Kito de Pavant
Kito de Pavant mit vollständigem Namen Christophe Fourcault de Pavant (* 23. Februar 1961 in Saint-Pardoux-la-Rivière) ist ein französischer Segler und Navigator.

## Biographie
Kito de Pavant lernte das Navigieren auf einem kleinen Teich in Milhac-de-Nontron in der Nähe seines Heimatdorfes Saint-Pardoux-la-Rivière an Bord eines Holzbootes, das sein Vater für ihn gebaut hatte. Er erzählt diese Geschichte in einem Buch mit dem Titel „Der größte Navigator auf dem ganzen Teich“ (französisch Le plus grand navigateur de tout l'étang). Später verließ die Familie das Périgord, um sich in der Nähe des Mittelmeers niederzulassen. Dort begann er ernsthaft mit dem Segeln auf kleinen Jollen und nahm dann an zahlreichen Regatten teil.
Kito de Pavant verdiente seinen Lebensunterhalt mit dem Ausliefern und Überführen von Booten und trainierte gleichzeitig auf einem 45-Fuß-Rennkatamaran in Le Grau-du-Roi im Département Gard. Seine Karriere als Skipper begann Anfang der 2000er Jahre.
Im Jahr 2008 startete er auf einem von der Bel-Gruppe gesponserten Boot vom Typ IMOCA 60 mit dem Namen Groupe Bel bei der Vendée Globe 2008/09. Am zweiten Tag (28 Std. nach dem Start) erlitt die Yacht einen Mastbruch durch einen Sturm im Golf von Biskaya und Kito de Pavant brach das Rennen ab.
Das Jahr 2009 verlief für Kito de Pavant erfolgreicher. Im Juni unterbot er den Mittelmeerrekord an Bord der Yacht Groupe Bel. Die Strecke zwischen Marseille und Karthago absolvierte er in einem Tag, 21 Stunden, 20 Minuten und 29 Sekunden. Gleichzeitig nahm Kito am „Giraglia Rolex Cup“ teil, einer Regatta, an der üblicherweise mehr als 200 der Yachten aus aller Welt teilnehmen und die den Golf von Saint-Tropez mit Genua verbindet. Trotz des Starts einiger Maxi-Yachten belegte Groupe Bel einen guten siebten Platz und übernahm sogar die Führung am Felsen von Giraglia. Im August des Jahres, während der ersten Ausgabe des „Istanbul Europa Race“, einem Etappenrennen mit Besatzung durch Europa, gewann Kito de Pavant die zweite Etappe und belegte den zweiten Platz in der Gesamtwertung.
Im Jahr 2012 nahm er mit der Yacht Groupe Bel, einer IMOCA 60 an der Vendée Globe 2012/13 teil. Er hatte wieder großes Pech, denn seine Yacht wurde am dritten Renntag (43 Std. nach dem Start) in der Nacht von einem portugiesischen Fischtrawler gerammt. Kito de Pavant gab aufgrund der schweren Beschädigungen durch die Kollision auf und machte sich auf den Weg zum Hafen von Cascais.
Im Jahr 2014 belegte Kito de Pavant, gesponsert von der „HBF Group“ und „Bastide Médical“, den dritten Platz bei der Route du Rhum in der Bootsklasse Class40 mit der Yacht Otio-Bastide Médical.
Im Jahr 2016 nahm er zum dritten Mal an der Vendée Globe mit der Yacht Bastide-Otio (ex Hugo Boss 5, ex Virbac Paprec 3) einer IMOCA teil. Am 6. Dezember 2016, am 30. Tag nach dem Start, kollidierte Bastide-Otio nördlich der Crozetinseln bei voller Fahrt (16 Knoten) mit einem unbekannten Treibobjekt (englisch unidentified floating object, UFO), das sich als Pottwal herausstellte. Die Kollision brach den Kiel und beschädigte den Schiffsrumpf, so dass ein großes Leck entstand. Diese Situation zwang den Skipper Kito de Pavant, die Yacht zu verlassen. Er konnte am nächsten Tag vom ozeanografischen Schiff Marion Dufresne gerettet werden und musste die Vendée Globe nach 2008 und 2012 zum dritten Mal aufgeben.
Im Jahr 2017 belegte Kito de Pavant gemeinsam mit Yannick Bestaven an Bord den 5. Platz in der Klasse IMOCA im Transat Jacques Vabre an Bord einer neuen Bastide Otio (ex Initiatives Cœur von Tanguy de Lamotte).

## Regatta-Erfolge (Auswahl)
| Rennen Rund um die Welt | Rennen Rund um die Welt      | Rennen Rund um die Welt | Rennen Rund um die Welt | Rennen Rund um die Welt         | Rennen Rund um die Welt                          | Rennen Rund um die Welt                                                                    |  |
| Jahr                    | Wettbewerb                   | Platz/Teiln.            | Klasse                  | Team/Boot                       | Partner                                          | Bemerkung                                                                                  |  |
| ----------------------- | ---------------------------- | ----------------------- | ----------------------- | ------------------------------- | ------------------------------------------------ | ------------------------------------------------------------------------------------------ |  |
| 2016                    | Vendée Globe 2016/17         | DNF                     | IMOCA 60                | Bastide-Otio FRA-30             | solo                                             | Tag 30: gesunken nach Kollision mit einem Pottwal am 6. Dezember 2016 bei den Crozetinseln |  |
| 2012                    | Vendée Globe 2012/13         | DNF                     | IMOCA 60                | Groupe Bel                      | solo                                             | Tag 3: Kollision mit einem Fischerboot                                                     |  |
| 2008                    | Vendée Globe 2008/09         | DNF                     | IMOCA 60                | Groupe Bel                      | solo                                             | Tag 2: Mastbruch                                                                           |  |
| Transatlantik-Rennen    |                              |                         |                         |                                 |                                                  |                                                                                            |  |
| 2022                    | Route du Rhum                | 11                      | Class40                 | Phenix                          | solo                                             | 16 Tage 10 Std. 30 Min. 45 Sek.                                                            |  |
| 2019                    | Transat Jacques Vabre        | 7                       | Class40                 | Made In Midi                    | mit Achille Nebout                               | 18 Tage 22 Std. 56 Min. 52 Sek.                                                            |  |
| 2018                    | Route du Rhum                | 5/53                    | Class40                 | Made In Midi                    | solo                                             | 17 Tage 4 Std. 49 Min. 47 Sek.                                                             |  |
| 2017                    | Transat Jacques Vabre        | 5                       | IMOCA 60                | Bastide-Otio FRA-17             | mit Yannick Bestaven                             |                                                                                            |  |
| 2015                    | Transat Jacques Vabre        | DNF                     | IMOCA 60                | Bastide-Otio FRA-30             | mit Yann Régniau                                 |                                                                                            |  |
| 2014                    | Route du Rhum                | 3/43                    | Class40                 | Otio-Bastide Médical            | solo                                             | 17 Tage 5 Std. 7 Min. 3 Sek.                                                               |  |
| 2014                    | Transat AG2R                 | 12                      | Bénéteau Figaro         | Made In Midi                    | mit Gwenael Gbick                                |                                                                                            |  |
| 2013                    | Transat Jacques Vabre        | 2/6                     | Multi 50                | Actual                          | mit Yves Le Blevec                               | 14 Tage 22 Std.                                                                            |  |
| 2011                    | Transat Jacques Vabre        | 5/13                    | IMOCA 60                | Groupe Bel                      | mit Yann Regniau                                 | 16 Tage 18 Std.                                                                            |  |
| 2010                    | Transat AG2R                 | 24                      | IMOCA 60                | Groupe Bel                      | mit Sébastien Audigane                           |                                                                                            |  |
| 2009                    | Transat Jacques Vabre        | 2/14                    | IMOCA 60                | Groupe Bel                      | mit François Gabart                              |                                                                                            |  |
| 2007                    | Transat Jacques Vabre        | 6/17                    | IMOCA 60                | Groupe Bel                      | mit Sébastien Col                                |                                                                                            |  |
| 2006                    | Transat AG2R                 | 1/28                    | Bénéteau Figaro         | Groupe Bel                      | mit Pietro d'Ali                                 | 19 Tage 22 Std. 24 Min. 30 Sek.                                                            |  |
| 2005                    | Transat Jacques Vabre        | 3/12                    | IMOCA 60                | Bonduelle                       | mit Jean Le Cam                                  | 13 Tage 19 Std.                                                                            |  |
| 2004                    | Transat AG2R                 | 6/31                    | Bénéteau Figaro         | Delta Dore                      | mit Jérémie Beyou                                |                                                                                            |  |
| 2001                    | Transat Jacques Vabre        | 5/12                    | IMOCA 60                | voila.fr                        | mit Bernard Gallay                               | 17 Tage 3 Std.                                                                             |  |
| 2000                    | Transat AG2R                 | 10/42                   | Bénéteau Figaro         | Les Torttues a Carapaces Molles | mit G. Rabaud                                    |                                                                                            |  |
| Andere Regatten         |                              |                         |                         |                                 |                                                  |                                                                                            |  |
| 2024                    | Middle Sea Race              | 1                       | Class40                 | Lucente                         | mit Matteo Sericano, Luca Rosetti                | 4 Tage 11 Std. 29 Min. 26 Sek.                                                             |  |
| 2013                    | Rolex Fastnet Race           | 4                       | Class40                 | Lord Jiminy                     | mit Bruno Jourdren, Jacques Caras, Thomas Ruyant | 3 Tage 6 Std. 50 Min. 9 Sek.                                                               |  |
| 2010                    | Solitaire du Figaro          | 9/45                    | Bénéteau Figaro         | Group Bel                       | solo                                             |                                                                                            |  |
| 2009                    | Istanbul Europa Race         | 2/6                     | IMOCA 60                | Group Bel                       | mit Crew                                         | 17 Tage 15 Std. 30 Min. 55 Sek., Sieger 2. Etappe                                          |  |
| 2008                    | 1000 Milles Brittany Ferries | 4                       | Class40                 | Lord Jiminy - Lepal.com         | mit Bruno Jourdren                               | [ 1 ]                                                                                      |  |
| 2007                    | Tour de France à la voile    | 2                       | Farr 30                 |                                 | mit Crew                                         |                                                                                            |  |
| 2006                    | Solitaire du Figaro          | 10/44                   | Bénéteau Figaro         | Groupe Bel                      | solo                                             |                                                                                            |  |
| 2005                    | Solitaire du Figaro          | 3/46                    | Bénéteau Figaro         | Group Bel                       | solo                                             |                                                                                            |  |
| 2003                    | Tour de France à la voile    | 1                       | Farr 30                 | CapSport                        | mit Crew                                         |                                                                                            |  |
| 2002                    | Solitaire du Figaro          | 1                       | Bénéteau Figaro         |                                 | solo                                             | [ 16 ]                                                                                     |  |

## Galerie

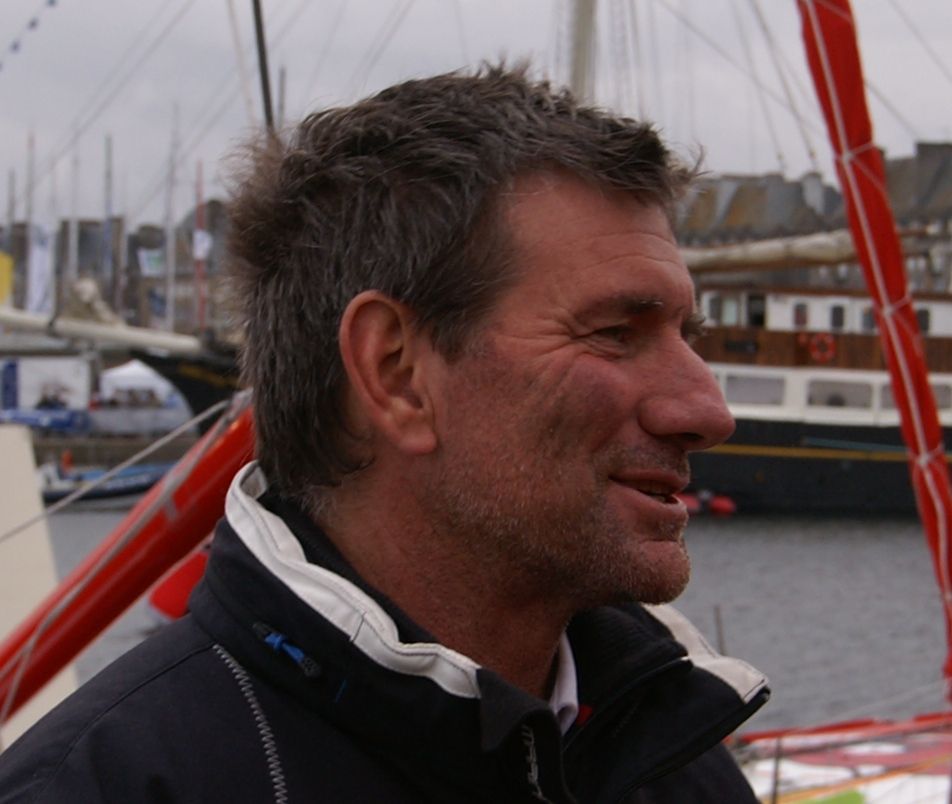
Kito de Pavant beim Start zur Route du Rhum, Saint-Malo, 2010
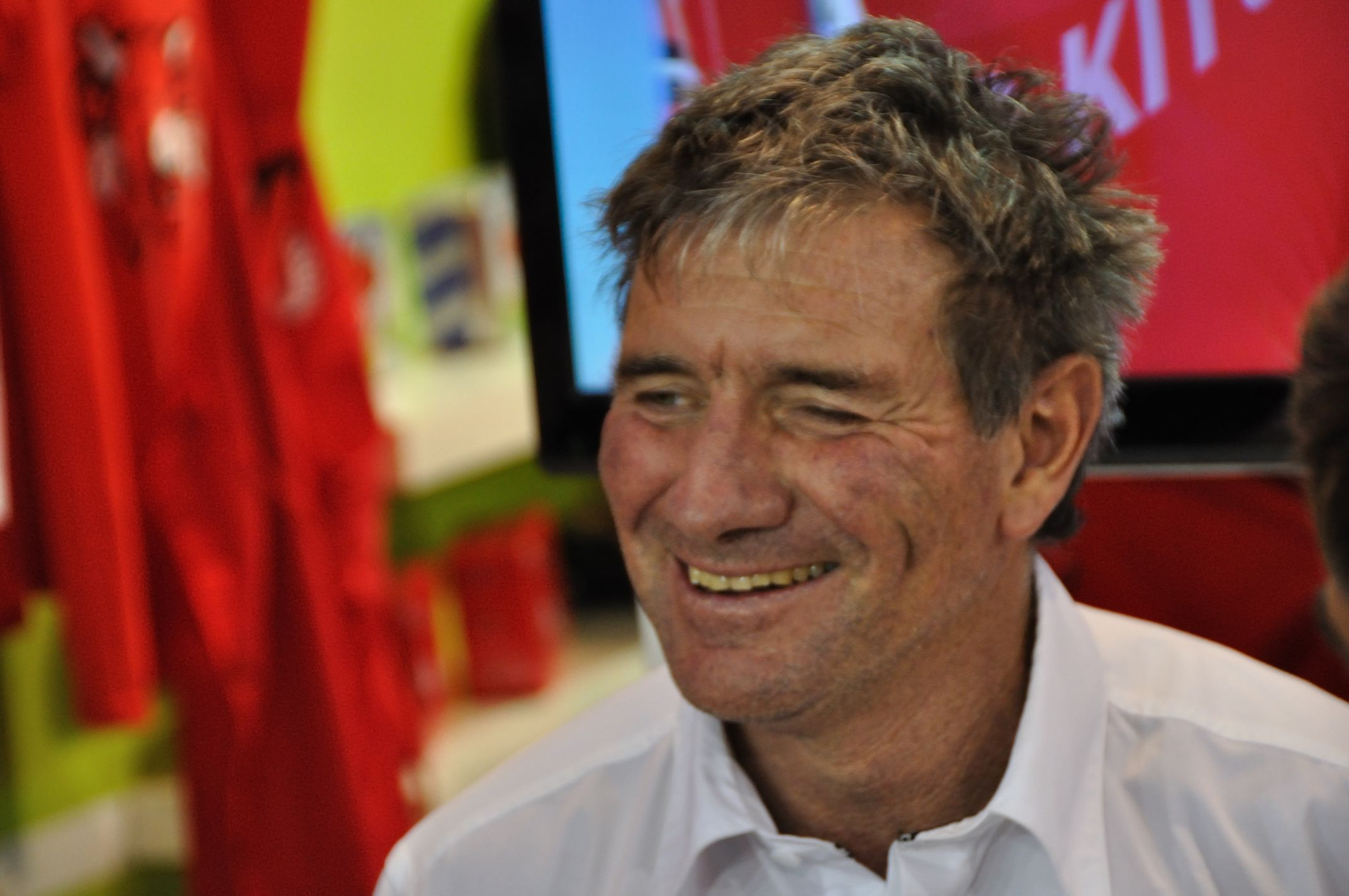
Kito de Pavant in Les Sables-d’Olonne vor dem Start zur Vendée Globe 2012/13
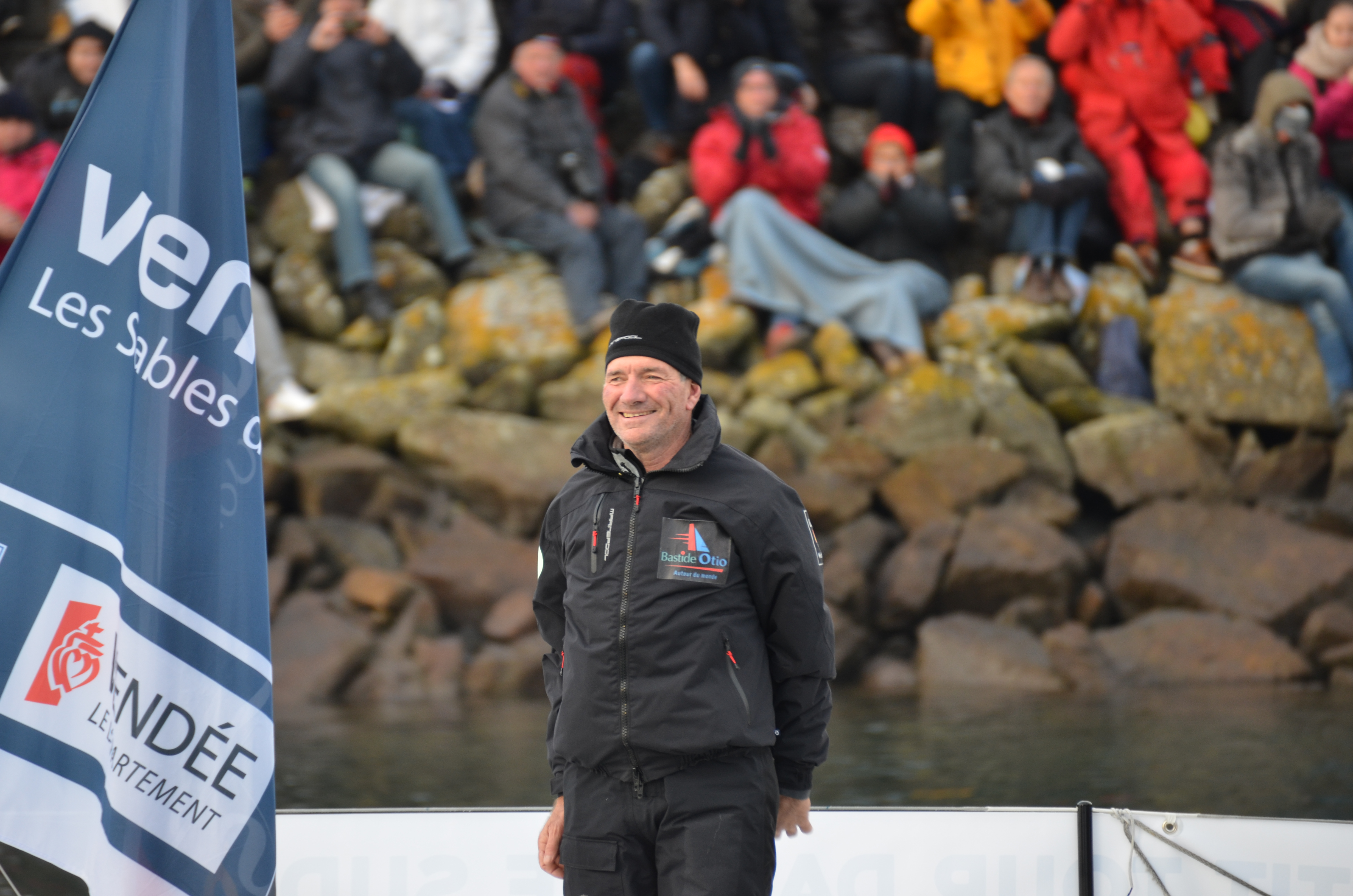
Kito de Pavant in Les Sables-d’Olonne vor dem Start zur Vendée Globe 2016/17
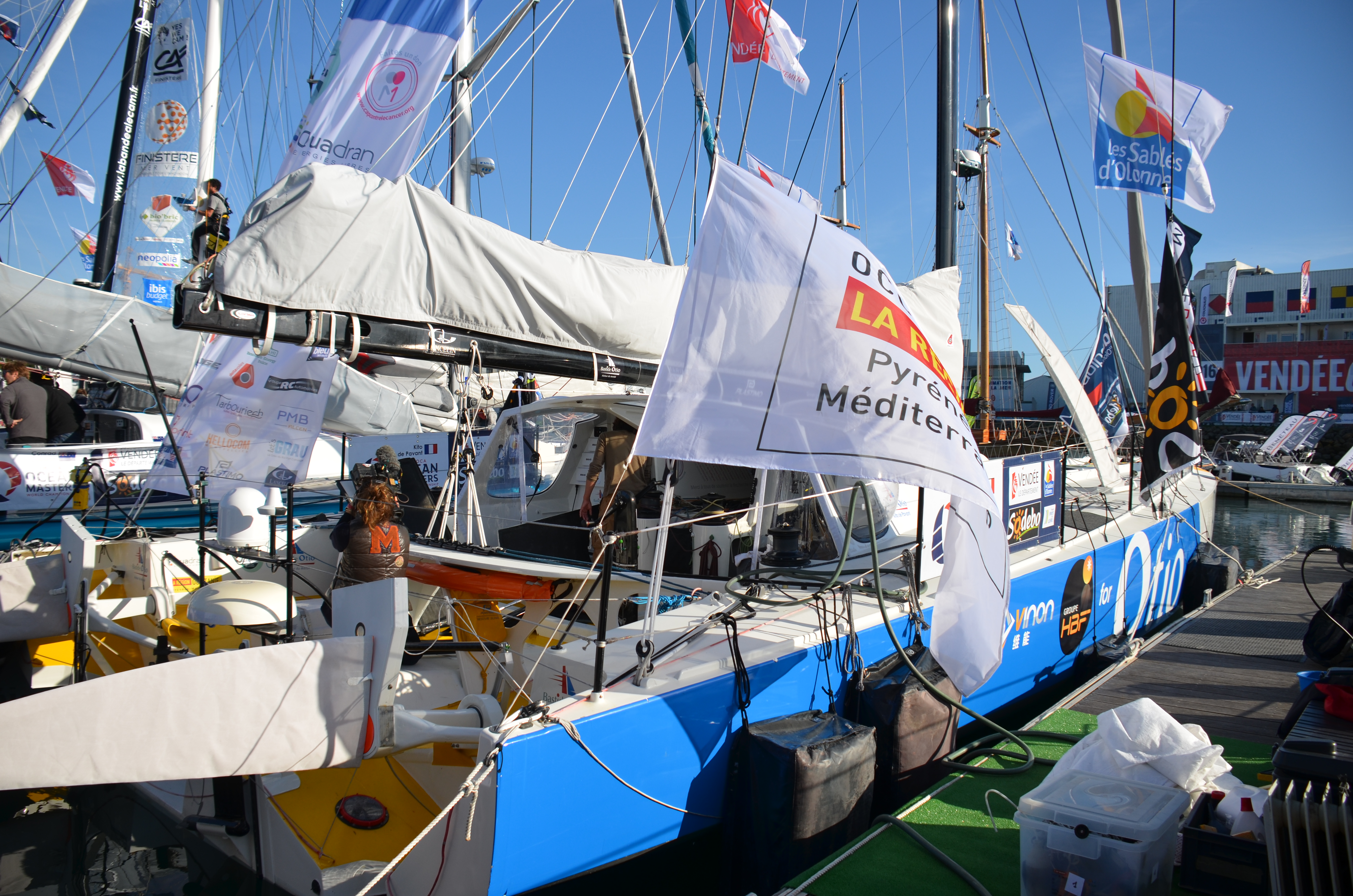
IMOCA 60 Yacht Bastide-Otio FRA-30, 2016
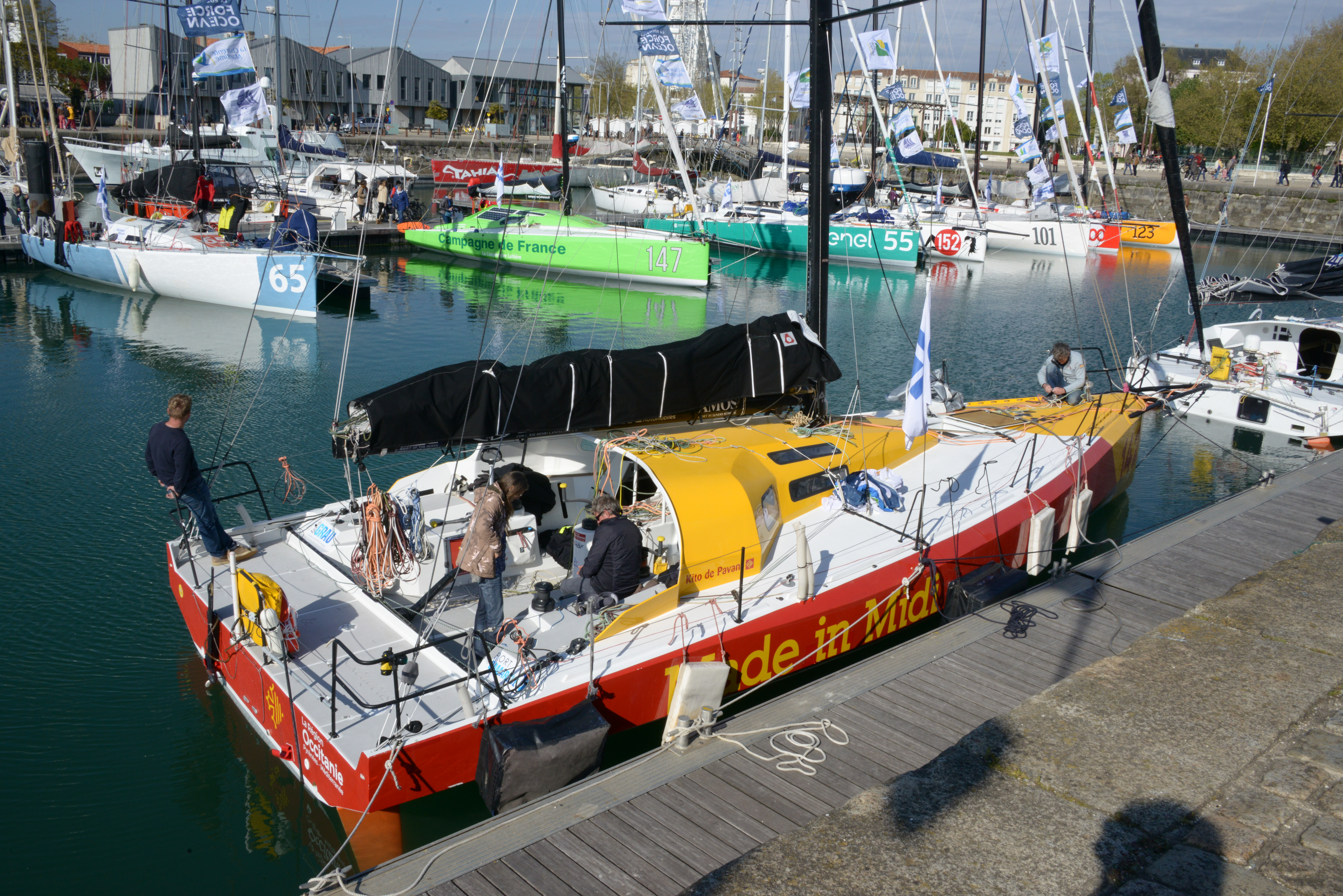
Class40-Yacht Made in Midi mit Skipper Kito de Pavant, 2019

## Publikationen
- Kito de Pavant, Le plus grand navigateur de tout l'étang, Éditions Télémaque, 2012, ISBN 978-2-7533-0168-9
- Kito de Pavant und Jean-Loup Robertier, La mer n'est pas assez grande, illustriert von Hippolyte, Fotos von Maud Bernos, Éditions Privat, 2017, ISBN 978-2708959590